# Lijst van rijksmonumenten in Wormerveer
De plaats Wormerveer telt 17 inschrijvingen in het rijksmonumentenregister. Hieronder een overzicht.
| Object                                                                                         | Oorspronkelijke functie?    | Bouwjaar        | Architect                       | Locatie          | Coördinaten?                  | Nr.?   | Afbeelding                                       |
| ---------------------------------------------------------------------------------------------- | --------------------------- | --------------- | ------------------------------- | ---------------- | ----------------------------- | ------ | ------------------------------------------------ |
| Blauwhofje                                                                                     | Bijzondere woonvorm         | 1765/1766       |                                 | Hennepad 22      | 52° 29' 16" NB, 4° 48' 5" OL  | 40026  | Meer afbeeldingen                                |
| Houten huis (gesloopt in 1979, herbouwd in 1980)                                               | Woonhuis                    | 18e eeuw        |                                 | Noordeinde 1A    | 52° 29' 35" NB, 4° 47' 29" OL | 40027  | Houten huis (gesloopt in 1979, herbouwd in 1980) |
| Hervormde kerk                                                                                 | Kerk en kerkonderdeel       | 1639            |                                 | Noordeinde 21    | 52° 29' 55" NB, 4° 47' 37" OL | 40028  | Meer afbeeldingen                                |
| Bakstenen huis met ingezwenkt houten voorschot met verdiepte zijpilasters en bekronend fronton | Werk-woonhuis               | 18e eeuw        |                                 | Zaanweg 24       | 52° 29' 24" NB, 4° 47' 60" OL | 40029  | Meer afbeeldingen                                |
| Herman Gorter huis                                                                             | Woonhuis                    | 1836            |                                 | Zaanweg 36       | 52° 29' 25" NB, 4° 47' 57" OL | 40030  | Meer afbeeldingen                                |
| Doopsgezinde vermaning                                                                         | Kerk en kerkonderdeel       | 1830            | H. Springer                     | Zaanweg 57       | 52° 29' 26" NB, 4° 47' 47" OL | 40031  | Meer afbeeldingen                                |
| De Arend (cacaofabriek Pette-Boon)                                                             | Industrie                   | 1916            | Mart J. Stam                    | Dick Laanplein 1 | 52° 29' 38" NB, 4° 47' 22" OL | 506275 | Meer afbeeldingen                                |
| Stadsvilla                                                                                     | Woonhuis                    | 1892            |                                 | Zaanweg 49       | 52° 29' 26" NB, 4° 47' 50" OL | 518049 | Meer afbeeldingen                                |
| 't Hof Saenden                                                                                 | "Sociale zorg, liefdadigh." | 1915-1916       | Dirk Stam                       | Billitonkade 31  | 52° 29' 6" NB, 4° 48' 12" OL  | 518051 | Meer afbeeldingen                                |
| Houten woonhuis van twee bouwlagen                                                             | Woonhuis                    | 17e en 18e eeuw |                                 | Dubbelebuurt 3   | 52° 29' 20" NB, 4° 48' 10" OL | 518052 | Houten woonhuis van twee bouwlagen               |
| Villa in de stijl van de neorenaissance                                                        | Woonhuis                    | 1885            |                                 | Dubbelebuurt 10  | 52° 29' 18" NB, 4° 48' 11" OL | 518053 | Meer afbeeldingen                                |
| Herenhuis in neoclassicistische trant                                                          | Woonhuis                    | ca. 1875        |                                 | Marktstraat 91   | 52° 29' 37" NB, 4° 47' 12" OL | 518054 | Herenhuis in neoclassicistische trant            |
| Pakhuis Amsterdam                                                                              | Opslag                      | 1884            |                                 | Zaanweg 12       | 52° 29' 21" NB, 4° 48' 4" OL  | 518056 | Pakhuis Amsterdam                                |
| Villa Ons Huis                                                                                 | Woonhuis                    | 1870            |                                 | Zaanweg 59       | 52° 29' 26" NB, 4° 47' 46" OL | 518059 | Meer afbeeldingen                                |
| Chocoladehal (cacaofabriek Pette-Boon)                                                         | Industrie                   | 1919            | Mart J. Stam                    | Dick Laanplein 1 | 52° 29' 38" NB, 4° 47' 22" OL | 524081 | Meer afbeeldingen                                |
| Zeepziederij De Adelaar                                                                        | Industrie                   | 1908            | J.P.F. van Rossem en W.J. Vuijk | Zaandijkerweg 5  | 52° 29' 8" NB, 4° 48' 34" OL  | 526437 | Meer afbeeldingen                                |